# 哀愁のカサブランカ
「哀愁のカサブランカ」（あいしゅうのカサブランカ）は、1982年7月17日に発売された郷ひろみ43作目のシングル。

## 解説
1982年4月初旬、バーティ・ヒギンズの「Casablanca（カサブランカ）」（アルバム『Just Another Day in Paradise』収録）のラフ･テスト盤を聴いたニッポン放送パーソナリティ・はた金次郎は同曲の日本でのヒットを確信。自身が担当していた『オールナイト・電リク』にて日本語歌詞と適任のアーティストを募集した。その結果1,000通を超える応募があり、その中から当時18歳、作詞家志望の高校生、吉井伸子が最優秀作詞賞に選ばれた。スタッフによる協議の結果、アーティストは郷ひろみが選ばれ、ニッポン放送内ラジオハウス銀河（現在のイマジンスタジオ）にて収録が行われた。放送直後から大きな反響がありCBSソニーは山川啓介による日本語詞に変えた作品を市販することを決定した。バーティ・ヒギンズの「カサブランカ」も同時にベスト20にランクされている。オリコン洋楽シングルチャートでは1982年7月5日付から8週連続1位を獲得し、1982年の年間チャート1位となった。
「ザ・ベストテン」でもランクインしたが、郷が「自身が気に入っている歌を他者に順位付けされたくない」という理由で、本作のヒットを機に出演を一切しない意向を示したが、ランクインしたのは本作が最後だった。2023年発売のDVD BOX『郷ひろみ IN 夜のヒットスタジオ』では、後述の1985年の披露も含め本曲の映像は未収録となっている。
オールバックで前髪の真ん中だけを垂らした髪型で歌唱した。
本作で西城秀樹の「リトルガール」に続きオリコン史上2人目となる、シングル30曲ベストテン入りを果たした。
3年後の1985年、郷と熱愛の噂があった松田聖子が神田正輝と結婚した直後の6月26日（披露宴の2日後）、郷は『夜のヒットスタジオ』に米国フィラデルフィアの教会から中継出演し、「ハリウッド・スキャンダル」と本作を披露した（郷は披露宴に招待されていなかった）。歌唱前、披露宴に出席していた番組司会の芳村真理が、「聖子ちゃん綺麗だったわよ」と語りかけると、郷は「そう…よかった」とだけ言葉少なめに応えた。歌詞には「結ばれると信じてた」「新しい名前になったと聞いたよ」などとその後を予言していたような内容があり、間奏時には、聖子の出演シーンや郷との共演シーンが流されていた。番組プロデューサーの疋田拓は郷と親しく、郷と聖子の婚約発表を『夜のヒットスタジオ』でさせようと計画していたのだという。
B面の「マイ・コレクション」は本作直前に発売されたベスト・アルバム『マイ・コレクション』に収録されたメドレーの前半を編集しており「男の子女の子」・「よろしく哀愁」など郷のヒット曲の冒頭部分をつなぎ合わせたものである。

## 収録曲
1. 哀愁のカサブランカ（4分30秒）
  - 作詞・作曲:B. Higgins, S. Limbo, J. Healy／日本語詞:山川啓介／編曲:若草恵
  - サントリー『赤玉パンチ』CMソング
2. マイ・コレクション（4分40秒）
  - 「小さな体験～モナリザの秘密～裸のビーナス～男の子女の子～花のように鳥のように～花とみつばち～あなたがいたから僕がいた～よろしく哀愁～誘われてフラメンコ」